# Valle Mosso
Valle Mosso – miejscowość i gmina we Włoszech, w regionie Piemont, w prowincji Biella.
Według danych na styczeń 2009 gminę zamieszkiwało 3701 osób przy gęstości zaludnienia 415,8 os./1 km².